# Heimsbrunn
Heimsbrunn är en kommun i departementet Haut-Rhin i regionen Grand Est (tidigare regionen Alsace) i nordöstra Frankrike. Kommunen ligger i kantonen Mulhouse-Sud som tillhör arrondissementet Mulhouse. År 2022 hade Heimsbrunn 1 325 invånare.

## Befolkningsutveckling
Antalet invånare i kommunen Heimsbrunn
| Referens: INSEE |